# 朗古拉
朗古拉（德語：Langula，發音：[ˈlaŋɡuːla]）是德国图林根州温斯特鲁特-海尼希县曾经的一个市镇，面积15.16平方千米，2014年1月10日人口为1,135人。2012年12月31日，朗古拉与另外2个市镇合并为新市镇福格泰。